# Сайбулі

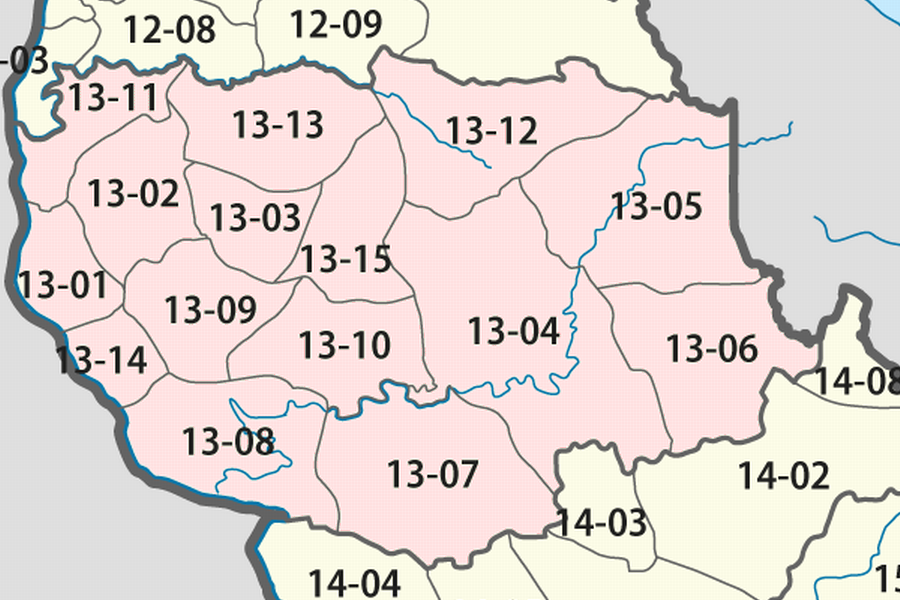
Число 13-11

Сайбулі — один з районів (лаос. ເມືອງ муанг) провінції Саваннакхет, Лаос.